# Oblast de Dnipropetrovsk
L’oblast de Dnipropetrovsk (en ukrainien : Дніпропетровська область, Dnipropetrovs'ka oblast ; en russe : Днепропетровская область, Dniepropetrovskaïa oblast ou Дніпропетровщина, Dniepropetrovchtchina) est une subdivision administrative du centre de l'Ukraine. Sa capitale est la ville de Dnipro. Il compte 3 millions d'habitants en 2022.

## Géographie

### Localisation
L'oblast de Dnipropetrovsk couvre une superficie de 31 914 km2, ce qui en fait la deuxième plus vaste d'Ukraine, avec 5,3 % de son territoire total. Elle est bordée au nord par l'oblast de Poltava et l'oblast de Kharkiv, à l'est par l'oblast de Donetsk, au sud par l'oblast de Zaporijia et l'oblast de Kherson, et à l'ouest par l'oblast de Mykolaïv et l'oblast de Kirovohrad.

### Géographie physique
L'oblast de Dnipropetrovsk est caractérisée par un paysage de steppes, traversées par le fleuve Dniepr. Son sol est très fertile. Le climat, de type continental modéré, est favorable à l'agriculture.

### Géographie administrative
| Localisation de l'Oblast de Dnipropetrovsk en Ukraine |

| 50 km1:3 615 000 |

### Villes
L'oblast de Dnipropetrovsk est fortement urbanisée et compte 84 % de citadins.
Les principales villes de l'oblast sont, en 2012 :
- Dnipro : 999 577 habitants
- Kryvy Rih : 660 203
- Kamianske : 242 646
- Nikopol : 120 000
- Pavlohrad : 110 470

## Population

### Démographie
Recensements (*) ou estimations de la population:
| 1959*     | 1970*     | 1979*     | 1989*     | 2001*     |
| --------- | --------- | --------- | --------- | --------- |
| 2 704 783 | 3 342 962 | 3 639 423 | 3 881 224 | 3 447 175 |

| 2012      | 2013      | 2014      | 2015      | 2021      |
| --------- | --------- | --------- | --------- | --------- |
| 3 320 299 | 3 307 795 | 3 292 431 | 3 276 637 | 3 142 035 |

| 2022      | - | - | - | - |
| --------- | - | - | - | - |
| 3 093 151 | - | - | - | - |

| Année | Population | Naissances annuelles | Décès annuels | Solde naturel annuel | Taux de natalité (‰) | Taux de mortalité (‰) | Solde naturel (‰) | Indice de fécondité |
| ----- | ---------- | -------------------- | ------------- | -------------------- | -------------------- | --------------------- | ----------------- | ------------------- |
| 1990  | 3 899 400  | 48 139               | 46 154        | 1 985                | 12,3                 | 11,8                  | 0,5               | 1,73                |
| 1991  | 3 908 700  | 45 540               | 48 690        | -3 150               | 11,6                 | 12,4                  | -0,8              | 1,65                |
| 1992  | 3 918 600  | 41 744               | 52 291        | -10 547              | 10,6                 | 13,3                  | -2,7              | 1,51                |
| 1993  | 3 936 400  | 38 954               | 56 372        | -17 418              | 9,9                  | 14,3                  | -4,4              | 1,42                |
| 1994  | 3 923 700  | 36 017               | 58 824        | -22 807              | 9,2                  | 15,0                  | -5,8              | 1,32                |
| 1995  | 3 888 800  | 33 429               | 61 304        | -27 875              | 8,6                  | 15,8                  | -7,2              | 1,24                |
| 1996  | 3 848 300  | 30 606               | 60 515        | -29 909              | 8,0                  | 15,8                  | -7,8              | 1,15                |
| 1997  | 3 805 000  | 29 238               | 58 930        | -29 692              | 7,7                  | 15,6                  | -7,9              | 1,11                |
| 1998  | 3 758 700  | 28 119               | 55 560        | -27 441              | 7,5                  | 14,9                  | -7,4              | 1,08                |
| 1999  | 3 714 900  | 26 082               | 57 919        | -31 837              | 7,1                  | 15,7                  | -8,6              | 1,00                |
| 2000  | 3 662 600  | 25 745               | 59 209        | -33 464              | 7,1                  | 16,3                  | -9,2              | 0,99                |
| 2001  | 3 612 600  | 25 876               | 57 400        | -31 524              | 7,2                  | 16,0                  | -8,8              | 1,00                |
| 2002  | 3 567 567  | 27 412               | 57 710        | -30 298              | 7,7                  | 16,3                  | -8,6              | 1,01                |
| 2003  | 3 532 814  | 29 165               | 58 583        | -29 418              | 8,3                  | 16,7                  | -8,4              | 1,09                |
| 2004  | 3 502 851  | 31 035               | 59 349        | -28 314              | 8,9                  | 17,0                  | -8,1              | 1,16                |
| 2005  | 3 476 176  | 30 123               | 61 206        | -31 083              | 8,7                  | 17,7                  | -9,0              | 1,17                |
| 2006  | 3 447 175  | 33 531               | 59 439        | -25 908              | 9,8                  | 17,3                  | -7,5              | 1,22                |
| 2007  | 3 422 913  | 34 502               | 59 850        | -25 348              | 10,1                 | 17,5                  | -7,4              | 1,30                |
| 2008  | 3 398 398  | 37 383               | 59 781        | -22 398              | 11,0                 | 17,7                  | -6,7              | 1,38                |
| 2009  | 3 374 228  | 37 309               | 54 973        | -17 664              | 11,1                 | 16,3                  | -5,2              | 1,45                |
| 2010  | 3 355 481  | 35 593               | 54 542        | -18 949              | 10,6                 | 15,3                  | -4,7              | 1,43                |
| 2011  | 3 336 504  | 36 116               | 52 106        | -15 990              | 10,9                 | 15,7                  | -4,8              | 1,44                |
| 2012  | 3 320 299  | 37 087               | 51 486        | -14 399              | 11,2                 | 15,5                  | -4,3              | 1,52                |
| 2013  | 3 307 795  | 36 134               | 51 141        | -15 007              | 10,9                 | 15,5                  | -4,6              | 1,51                |
| 2014  | 3 292 431  | 36 497               | 52 722        | -16 225              | 11,1                 | 16,1                  | -5,0              | 1,57                |
| 2015  | 3 276 637  | 33 425               | 53 827        | -20 402              | 10,2                 | 16,5                  | -6,3              | 1,48                |
| 2016  | 3 254 884  | 31 000               | 53 127        | -22 127              | 9,5                  | 16,3                  | -6,8              | 1,41                |
| 2017  | 3 230 411  | 27 504               | 50 906        | -23 402              | 8,5                  | 15,8                  | -7,3              | 1,29                |
| 2018  | 3 231 140  | 25 121               | 52 336        | -27 215              | 7,8                  | 16,3                  | -8,5              | 1,20                |

### Structure par âge
0-14 ans : 15,5 %  (256 501 hommes et 241 987 femmes)
15-64 ans : 67.5 %  (1 030 563 hommes et 1 130 624 femmes)
65 ans et plus : 17.0 %  (175 766 hommes et 367 727 femmes) (2019 officiel)

### Âge médian
total : 41,4 ans 
hommes : 37,9 ans 
femmes : 45,0 ans  (2019 officiel)

### Nationalités
Selon le recensement ukrainien de 2001, les nationalités qui composaient la population de l'oblast étaient les suivantes :
- Ukrainiens : 79,3 %
- Russes : 17,6 %
- Biélorusses : 0,8 %
- Juifs : 0,4 %
- Arméniens : 0,3 %
- Azéris : 0,2

Selon le même recensement, l'ukrainien était la langue maternelle de 67 % de la population de l'oblast et le russe de 32 %.

## Administration politique

### Gouverneurs
- Pavlo Lazarenko (Représentant du président) (1992 - 1994)
- Pavlo Lazarenko (1995)
- Mykola Derkach (1995 - 1997)
- Viktor Zabara (1997 - 1998)
- Oleksandr Migdeyev (1998 - 1999)
- Mykola Shvets (27 avril 1999 - 30 juillet 2003)
- Volodymyr Yatsuba (2003 - 2004)
- Volodymyr Meleshchyk (Intérim) (2004 - 2005)
- Serhii Kasyanov (2005)
- Ivan Chornokur (Intérim) (2005)
- Iouriy Iekhanourov (1er avril 2005 - 8 septembre 2005)
- Nadiia Deyeva (2005 - 2007)
- Viktor Bondar (10 décembre 2007 - 4 février 2010)
- Semen Krol (Intérim) (2010)
- Viktor Sergeyev (Intérim) (2010)
- Oleksandr Vilkoul (10 mars 2010 - 24 décembre 2012)
- Dmytro Kolesnikov (2012 - 2014)
- Ihor Kolomoïsky (2 mars 2014 - 24 mars 2015)
- Valentyn Reznichenko (26 mars 2015 - 27 juin 2019)
- Dmytro Batura (Intérim) (2019)
- Oleksandr Bondarenko (13 septembre 2019 - 11 décembre 2020)
- Valentyn Reznichenko (11 décembre 2020 - 24 janvier 2023)
- Volodymyr Orlov (Intérim) (2023)
- Serhiy Lysak (7 février 2023 - aujourd'hui)

## Économie

### Agriculture
L'oblast fournit aussi l'Ukraine en matières agricoles, notamment en graines de tournesol, en beurre et huiles végétales. On trouve aussi de nombreux élevages de bétail.

### Industrie
L'oblast est riche en ressources minérales et fournit 100 % des exportations ukrainiennes de manganèse, environ 80 % des exportations de minerais de fer et 13,5 % des exportations de charbon. On y trouve également des dépôts d'uranium, de titane, de zirconium, de rutile, d'argiles réfractaires, de chaux, de granite et de sable.
L'industrie sidérurgique s'est développée rapidement à partir de la seconde moitié du XIXe siècle en raison de la situation géographique de la région, à mi-chemin entre les dépôts ferrifères de Kryvyï Rih et le bassin houiller du Donbass. Après la Seconde Guerre mondiale, l'industrie a connu une nouvelle phase d'expansion et de diversification dans les secteurs de la construction mécanique, de l'aéronautique et de l'espace, de la chimie et de l'électrotechnique.
L'oblast de Dnipropetrovsk concentre 40 % de la métallurgie ukrainienne (fournissant 70 % des tubes d'acier et 30 % des laminés), 17 % des produits chimiques, 7 % de l'électricité et 9 % des machines. La construction mécanique est spécialisée dans les équipements pour l'industrie métallurgique, l'extraction minière et les presses de grande puissance. L'oblast fabrique également des locomotives électriques, des autobus, des réfrigérateurs et des téléviseurs.

### Transports
En raison de sa position centrale dans la région industrielle du Donbass, l'oblast est la plus industrialisée du pays et possède un système de transports étendu et puissant. La longueur du réseau routier est de 8 300 km, celui du réseau ferroviaire étant de 1 580 km, à 79 % électrifié. Au total, 300 millions de tonnes de fret transitent annuellement sur le réseau, ainsi que 60 millions de passagers. Le fleuve Dniepr et ses affluents sont navigables sur 300 km, accessibles en moyenne 247 jours par an. Les ports de Dnipropetrovsk et de Kamianske peuvent accueillir des navires de classe maritime ayant un tonnage maximum de 3 000 tonnes.
L'oblast compte trois aéroports, dont deux ayant des connexions internationales : Dnipro et Kryvy Rih.